# Liste der Kulturdenkmäler in Senscheid
In der Liste der Kulturdenkmäler in Senscheid sind alle Kulturdenkmäler der rheinland-pfälzischen Ortsgemeinde Senscheid aufgeführt. Grundlage ist die Denkmalliste des Landes Rheinland-Pfalz (Stand: 12. Juni 2023).

## Einzeldenkmäler
| Bezeichnung                           | Lage                         | Baujahr | Beschreibung     | Bild                           |
| ------------------------------------- | ---------------------------- | ------- | ---------------- | ------------------------------ |
| Katholische Kirche St. Peter und Paul | Hauptstraße, bei Nr. 43 Lage | 1875/76 | Saalbau, 1875/76 | weitere Bilder Fotos hochladen |